# Borzonasca

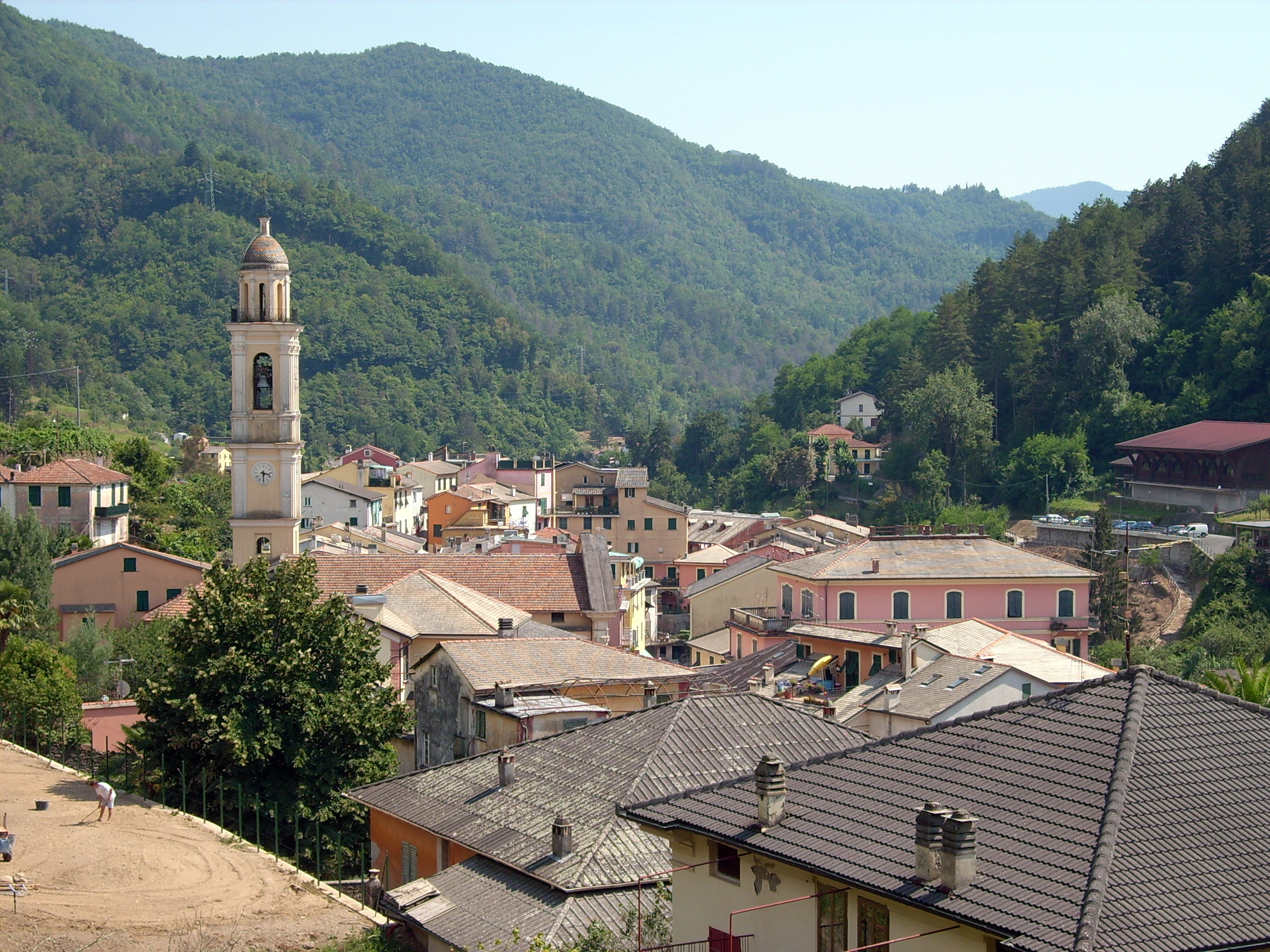
Vista de Borzonasca

Borzonasca es una localidad italiana de la provincia de Génova, región de Liguria, con 2.190 habitantes.

## Evolución demográfica
| Gráfica de evolución demográfica de Borzonasca entre 1861 y 2001 |
|                                                                  |
| Fuente ISTAT - elaboración gráfica de Wikipedia                  |